# 13150 Paolotesi
13150 Paolotesi è un asteroide della fascia principale. Scoperto nel 1995, presenta un'orbita caratterizzata da un semiasse maggiore pari a 3,1254018 UA e da un'eccentricità di 0,1462388, inclinata di 17,26486° rispetto all'eclittica.